# 強烈熱帶風暴蝴蝶 (2025年)
強烈熱帶風暴蝴蝶（國際編號：2501，聯合颱風警報中心：WP012025），是2025年太平洋颱風季第1個被命名的風暴。「蝴蝶」一名由澳門提供，在春夏間，不同品種的蝴蝶可在澳門鄉間找到。

## 發展過程
一道廣闊低壓槽於2025年5月下旬在南海中部持續發展，當中一個低壓區於6月4日在帛琉以東海域生成，美國海軍研究實驗室給予其擾動編號92W。
6月9日晚上8時，日本氣象廳將其升格為熱帶低氣壓。
6月10日上午8時，日本氣象廳對其發布烈風警報。同時，台灣中央氣象署將其升格為熱帶低氣壓，給予編號TD01。上午11時，聯合颱風警報中心將其評級提升為「中」。同時，中國中央氣象台和澳門氣象局將其升格為熱帶低氣壓。下午5時半，聯合颱風警報中心將其評級提升為「高」，並對其發布熱帶氣旋形成警報。晚上8時，聯合颱風警報中心將其升格為熱帶低氣壓，給予熱帶氣旋編號01W。同時，香港天文台將其升格為熱帶低氣壓。
6月11日上午8時，日本氣象廳將其升格為熱帶風暴，給予國際編號2501，並命名「蝴蝶」。同時，中國中央氣象台和澳門氣象局將其升格為熱帶風暴；台灣中央氣象署亦將其升格為輕度颱風。下午2時，香港天文台將其升格為熱帶風暴。
6月12日凌晨2時，聯合颱風警報中心將其升格為熱帶風暴。晚上8時，中國中央氣象台將其升格為強烈熱帶風暴。晚上11時，香港天文台和澳門氣象局將其升格為強烈熱帶風暴。
6月13日凌晨2時，日本氣象廳將其升格為強烈熱帶風暴。晚上8時，中國中央氣象台將其升格為颱風。晚上11時，中國中央氣象台表示蝴蝶已於海南省東方市八所鎮沿海登陸，登陸時中心附近最大風力有11級（30公尺/秒），同時，中國中央氣象台將其降格為強烈熱帶風暴。
6月14日上午8時，聯合颱風警報中心將其升格為颱風。同時，中國中央氣象台再度將其升格為颱風。上午10時，澳門氣象局將其升格為颱風。中午12時半，中國中央氣象台表示蝴蝶已於廣東省雷州市紀家鎮沿海再次登陸，登陸時中心附近最大風力有11級（30公尺/秒）。同時，中國中央氣象台再度將其降格為強烈熱帶風暴。下午1時，澳門氣象局將其降格為強烈熱帶風暴。下午3時，中國中央氣象台將其降格為熱帶風暴。下午5時，香港天文台和澳門氣象局將其降格為熱帶風暴。晚上8時，日本氣象廳將其降格為熱帶風暴。
6月15日凌晨2時，日本氣象廳將其降格為熱帶性低氣壓。上午6時，澳門氣象局將其降格為熱帶低氣壓。上午8時，香港天文台將其降格為熱帶低氣壓。晚上8時，香港天文台將其降格為低壓區。同時，中國中央气象台对其停止编号。

## 影響

### 越南
越南海岸线出现了3至5米高的海浪，越南沿海的船只面临遭遇雷暴的风险。6月11日，广南省边防卫队在海面上救起了一艘遇险渔船，船上共有两名船员。
受蝴蝶影响，越南西原地区出现小雨，其中富春郡低洼道路被淹。順化市持续出现大范围暴雨岘港市6月12日凌晨起持续暴雨导致部分街道和房屋被淹。截至15日6時，蝴蝶引发的洪灾已在越南中部造成6人死亡、1人失踪。

### 香港
當地發出之最高熱帶氣旋警告信號： 三號強風信號
香港天文台於6月9日下午4時45分發出「特別天氣提示」，表示位於南海中部的低壓區會逐漸發展為熱帶氣旋，並會視乎其發展速度及進入香港800公里範圍的時間，考慮於6月10日晚上至11日初時發出一號信號，亦會評估是否需要於6月11日稍後至12日發出更高熱帶氣旋警告信號。天文台於6月11日凌晨12時40分發出一號戒備信號，當時蝴蝶集結在香港以南約780公里。受蝴蝶的廣闊環流疊加中國東南沿岸高壓脊共同影響，當日日間風勢逐漸增強，當風地區普遍間中吹偏東強風、離岸及高地持續受強風影響，至翌日（6月12日）凌晨，8個參考自動氣象站中的長洲及西貢已先後錄得強風，但天文台未有因此發出三號信號，反而表示由於13日初時風勢會稍為減弱，進一步延後至13日稍後至14日才評估是否需要發出三號信號。
因應蝴蝶於6月12至13日採取較遠離珠江口一帶的路徑移動，加上中國東南沿岸高壓脊減弱，所以12日晚間至13日香港風勢有所緩和。天文台於6月13日表示，會在6月14日下午評估是否需要發出三號信號。隨著蝴蝶於海南附近轉向東北移動並加速接近香港，境內轉吹偏南風，當風地區風力於14日凌晨起回升，至上午較後時間西部地區、離岸及高地持續受強風影響，天文台於6月14日早上表示，會於中午12時至下午2時發出三號信號。天文台於中午12時20分發出三號強風信號，當時蝴蝶集結在香港之西南偏西約510公里。天文台同時表示，除非蝴蝶維持較高強度並採取更接近香港的路徑，否則發出八號信號的機會甚低，而三號信號會最少維持至翌日中午。蝴蝶於15日早上6時最接近香港，在香港之西北約280公里掠過。隨著蝴蝶進一步減弱並逐漸遠離，天文台於6月15日中午表示，考慮在當日下午3時至6時間發出強烈季候風信號以取代熱帶氣旋警告信號。天文台於下午3時40分直接取消所有熱帶氣旋警告信號，當時蝴蝶集結於香港以北約380公里；天文台於1分鐘後發出強烈季候風信號，維持至當晚9時正。
風暴期間，天文台8個參考自動氣象站有5個錄得強風，三號信號達標。長洲、流浮山和機場錄得之最高10分鐘平均風速分別為每小時55、49及47公里，而西貢和青衣錄得之最高10分鐘平均風速則為每小時42公里，惟當中西貢的強風只於一號信號生效期間錄得。

### 澳門
當地發出之最高熱帶氣旋信號： 三號風球
澳門氣象局於6月10日下午5時40分表示，位於南海的熱帶氣旋正逐漸增強，會在翌日發出熱帶氣旋警告信號。氣象局於6月11日早上6時發出一號風球，並預計12日日間發出三號風球的可能性為中等。
氣象局於6月12日早上6時發出三號風球，並表示改發八號風球或藍色風暴潮警告的可能性較低，當時蝴蝶位於澳門西南偏南約670公里。氣象局於下午2時表示，考慮在當天下午4時至晚上7時改發一號風球。氣象局於下午6時改發一號風球，表示蝴蝶在登陸後，其帶來的西南氣流有機會讓澳門風力再次增強，因此13日晚上至14日初時再度發出三號風球的可能性為中等至較高。受到蝴蝶的外圍雨帶影響，氣象局於晚上8時20分發出黃色暴雨警告信號，至晚上9時20分取消。
氣象局於6月13日下午5時表示，在14日凌晨至早上重發三號風球的可能性為較高。
氣象局於6月14日凌晨5時表示，隨著蝴蝶逐漸逼近及受西南氣流影響下，澳門風力會顯著增強，因此會在上午8時發出三號風球。氣象局於上午8時再度發出三號風球，並且預料會在當日維持，當時蝴蝶位於澳門西南偏西約530公里。
氣象局於6月15日上午8時表示，蝴蝶已經持續減弱並且逐漸遠離澳門，會考慮在下午取消所有風球信號。氣象局於上午11時表示，會考慮於下午2時至5時間取消所有熱帶氣旋警告。氣象局於下午2時20分表示，由於蝴蝶持續減弱並進一步遠離，對澳門的影響逐漸減少，氣象局將於下午3時半取消所有熱帶氣旋警告，並視乎情況發出強烈季候風信號。氣象局於下午3時半取消所有熱帶氣旋警告，當時蝴蝶位於澳門東北偏北約330公里，而由於澳門風力持續減少，因此氣象局未有隨即發出強烈季候風信號。

### 中国大陆
國家氣象中心發布之最高颱風預警信號： 颱風橙色預警信號
中央气象台于6月11日10时发布台风蓝色预警，18时提升至台风黄色预警，6月13日6时发布暴雨黄色预警，14日10时提升至台风橙色预警及暴雨橙色预警。隨著蝴蝶進一步減弱，15日6时所有台风预警信号解除，受蝴蝶残余环流和冷空气共同影响，中央气象台同时改发暴雨黄色预警信号。
中国气象局于6月11日11时启动重大气象灾害（台风）四级应急响应，6月12日提升至重大气象灾害（台风）三级应急响应。
国家海洋预报台于6月11日8时发布海浪蓝色警报，16时提升至海浪黄色警报，同时发布风暴潮蓝色警报，12日8时提升至海浪橙色警报，13日16时提升至风暴潮黄色警报，隨著蝴蝶進一步減弱，15日9时所有风暴潮警报解除，16日12时所有海浪警报解除。
国家防总6月11日12时针对广东、海南启动防汛防台风四级应急响应，派出2个工作组分赴广东、海南协助指导，13日12时提升至防汛防台风三级应急响应，15日财政部、应急管理部紧急预拨4000万元中央自然灾害救灾资金支持海南、广东、广西等省（区）做好防汛防台风应急抢险救灾工作。尽管蝴蝶進一步減弱，但受蝴蝶带来的残余环流与冷空气的共同影响，国家防总于6月15日9时针对浙江启动防汛四级应急响应，维持针对广东广西的防汛防台风三级应急响应。
水利部6月11日14时针对福建、江西、湖南、广东、广西、海南6省（自治区）启动洪水防御Ⅳ级应急响应，并派出2个工作组赴海南、广东等地协助指导暴雨洪水防御工作。
交通运输部于6月11日11时启动防御台风四级响应，12日12时提升至三级响应。
铁路部门将对海南6月12日至14日部分列车调整运行秩序：6月12日出岛列车K458次、Z112次、K512、Z502次停运；6月13日进岛列车K457次、K511次、Z501次、Z111次、Z385次停运，出岛列车Z386次、K458次、Z112次、K512次、Z502次停运；6月14日进岛列车K457次、K511次、Z501次、Z111次、Z385次停运；出岛列车Z386次停运。中国铁路广州局集团对辖区内列车运行方案作出优化调整，其中6月12日16时至14日8时，海南岛内列车（含市郊列车）全部停运，6月13日8时至15日8时，广茂线全部停运，6月14日，江湛线、南广线、贵广线部分列车停运。

#### 海南
海南省氣象台發布之最高颱風預警信號： 颱風紅色預警信號
6月10日11时30分，海南省气象局发布台风四级预警，于14时30分提升至台风三级预警，隨著蝴蝶進一步減弱並逐漸遠離海南，14日17时解除台风三级预警，同时发布海上大风四级预警，15日5时解除海上大风四级预警。
6月10日12时，海南省防灾减灾救灾委员会启动防汛防风Ⅳ级应急响应，11日14时50提升至Ⅲ级应急响应。隨著蝴蝶進一步減弱並逐漸遠離海南，14日17时10分终止防汛防风Ⅲ级应急响应。
琼州海峡、海口新海港、秀英港和铁路南港航线于6月12日11时起停运。
海南省内幼儿园从6月12日起开始停课，其中东方市、琼海市仅停课1天。三亚所有旅游景区涉山、涉水、涉空等高风险娱乐项目于6月10日18时前暂停营业。东方市自6月13日23时起启动“五停一关”措施，除承担抢险救灾和保障社会基本运行任务的生产企业外的所有营业场所关闭。
原定于6月13日举办的陳奕迅 Fear and Dreams世界巡迴演唱會海口站演出于当天凌晨宣布取消。

#### 广东
廣東省氣象台發布之最高颱風預警信號： 颱風紅色預警信號
6月10日，广东省防汛防旱防风总指挥部办公室印发通知，要求各地各部门做好当前防风防汛工作全力确保人民群众生命财产安全，11日10时启动防风Ⅳ级应急响应，13日9时提升至防风Ⅲ级应急响应，随着蝴蝶已加强为台风级，给广东省带来严重的风雨浪潮影响，13日21时广东省防汛防旱防风总指挥部将防风Ⅲ级应急响应提升为防风Ⅱ级应急响应。隨著蝴蝶進一步減弱並逐漸遠離广东，14日20时将防风Ⅱ级应急响应调整为防风Ⅲ级应急响应，但蝴蝶带来汛情影响仍在持续，15日20时将防风Ⅲ级应急响应调整为防汛Ⅳ级应急响应，直至19日10时终止防汛Ⅳ级应急响应。
针对蝴蝶给广东带来的严重风雨浪潮影响及其次生灾害，广东省减灾委员会6月14日16时启动省Ⅳ级救灾应急响应。
6月11日至13日期间，广铁集团将对往返海南的过海普速旅客列车采取区段调整或停运等措施，部分列车始发终到站临时调整为广州白云站。截至6月13日9时，湛江市、茂名市、阳江市等地学校受台风天气影响停课。

##### 阳江市
阳江市氣象台發布之最高颱風預警信號： 颱風黃色預警信號
阳江市氣象台于6月10日15时30分发布台风白色预警信号，11日16时35分为台风蓝色预警信号，阳江市人民政府防汛防旱防风指挥部办于6月11日14时启动防风Ⅳ级应急响应。

##### 湛江市
湛江市氣象台發布之最高颱風預警信號： 颱風紅色預警信號
湛江海事局于6月10日17时起启动海上防风Ⅳ级应急响应。6月14日，湛江海湾大桥、东海岛大桥、调顺跨海大桥、南三大桥实施封闭管控，进出湛江的高速公路全线封闭，进出湛江的大部分铁路列车停运。

##### 茂名市
茂名市氣象台發布之最高颱風預警信號： 颱風黃色預警信號
茂名市人民政府防汛防旱防风指挥部办于6月11日11时启动防风Ⅳ级应急响应。

#### 廣西
廣西壯族自治區氣象台發布之最高颱風預警信號： 颱風黃色預警信號
廣西壯族自治區氣象局于6月11日18时30分进入重大气象灾害（台风）Ⅳ级应急响应状态，12日19时起提升至重大气象灾害（台风）Ⅲ级应急响应。
6月12日起，因台风天气导致北部湾海域风力加强，北海市至涠洲岛航线、北琼航线和防城港至海南海口航线停航。
受蝴蝶影響，廣西多地出現大雨到暴雨天氣，日雨量较大的有玉林市容县灵山镇401.5毫米、梧州市岑溪市南渡镇257.0毫米；水文中心于6月14日22时发布洪水蓝色预警，并于15日4时继续发布洪水蓝色预警；玉林、沿海、梧州等水文部门均提前发布洪水预警。14日晚間，玉林市陸川縣沙坡鎮發生山崩，導致3人喪生。

## 熱帶氣旋警告使用紀錄

### 香港
| 香港天文台 熱帶氣旋警告信號 | 香港天文台 熱帶氣旋警告信號 | 香港天文台 熱帶氣旋警告信號 |
| --------------------------- | --------------------------- | --------------------------- |
| 上一熱帶氣旋                | 一號戒備信號                | 下一熱帶氣旋                |
| 超強颱風萬宜                | 一號戒備信號                | 熱帶低氣壓                  |
| 颱風桃芝                    | 三號強風信號                | 颱風韋帕                    |

### 澳門
| 地球物理氣象局 熱帶氣旋信號 | 地球物理氣象局 熱帶氣旋信號 | 地球物理氣象局 熱帶氣旋信號 |
| --------------------------- | --------------------------- | --------------------------- |
| 上一熱帶氣旋                | 一號風球                    | 下一熱帶氣旋                |
| 超強颱風萬宜                | 一號風球                    | 熱帶低氣壓                  |
| 颱風桃芝                    | 三號風球                    | 颱風韋帕                    |

### 中國大陸
| 国家气象中心 颱風預警信號 | 国家气象中心 颱風預警信號 | 国家气象中心 颱風預警信號 |
| ------------------------- | ------------------------- | ------------------------- |
| 上一熱帶氣旋              | 颱風藍色預警信號          | 下一熱帶氣旋              |
| 熱帶風暴帕布              | 颱風藍色預警信號          | 熱帶低氣壓                |
| 超強颱風萬宜              | 颱風黃色預警信號          | 強颱風丹娜絲              |
| 超強颱風康妮              | 颱風橙色預警信號          | 颱風韋帕                  |

## 外部連結
| 太平洋颱風季             |
| 主題頁 - 專題 - 編輯指南 |

- （英文）颱風2000：各氣象部門對蝴蝶的預測路徑集合 （页面存档备份，存于）
- （日語）日本氣象廳首頁 （页面存档备份，存于）
- （英文）聯合颱風警報中心首頁 （页面存档备份，存于）
- （简体中文）國家氣象中心首頁 （页面存档备份，存于）
- （繁體中文）臺灣中央氣象署首頁 （页面存档备份，存于）
- （繁體中文）香港天文台首頁 （页面存档备份，存于）
- （繁體中文）澳門地球物理氣象局首頁 （页面存档备份，存于）
- （英文）菲律賓大氣地球物理和天文管理局首頁 （页面存档备份，存于）
- （英文）菲律賓大氣地球物理和天文管理局 惡劣天氣公告 （页面存档备份，存于）
- （泰文）泰國氣象局首頁 （页面存档备份，存于）